# Almiro Lobo
Daniel Almiro Lobo (Quelimane, 1982. április 30. –) mozambiki válogatott labdarúgó, jelenleg az FC Bravos do Maquis játékosa.

## Góljai a mozambiki válogatottban
| #  | Dátum               | Ellenfél         | Eredmény | Kiírás              | Esemény       |
| -- | ------------------- | ---------------- | -------- | ------------------- | ------------- |
| 1. | 2008. június 8.     | Botswana         | 1 – 2    | vb-selejtező        | 60'           |
| 2. | 2008. szeptember 7. | Elefántcsontpart | 1 – 1    | vb-selejtező        | 56'           |
| 3. | 2009. augusztus 12. | Szváziföld       | 1 – 0    | barátságos mérkőzés | 39'           |
| 4. | 2010. január 12.    | Benin            | 2 – 2    | Afrika-kupa         | 29' 41'       |
| 5. | 2010. augusztus 11. | Szváziföld       | 2 – 1    | barátságos mérkőzés | 56'           |
| 6. | 2011. november 11.  | Comore-szigetek  | 1 – 0    | vb-selejtező        | 54' 77'       |
| 7. | 2012. szeptember 9. | Marokkó          | 2 – 0    | ANK-selejtező       | 74'           |
| 8. | 2013. július 28.    | Namíbia          | 3 – 0    | CHAN-selejtező      | 30(11-esből)' |